# (418993) 2009 MS9
(418993) 2009 MS9, também escrito como (418993) 2009 MS9, é um corpo celeste que é classificado como um centauro, numa classificação estendida de centauros. O mesmo possui uma magnitude absoluta de 9,9 e tem um diâmetro com cerca de 46 quilômetros.

## Descoberta
(418993) 2009 MS9 foi descoberto no dia 25 de junho de 2009 pelos astrônomos J.-M. Petit, B. Gladman, e J. J. Kavelaars.

## Órbita
A órbita de (418993) 2009 MS9 tem uma excentricidade de 0,968 e possui um semieixo maior de 348 UA. O seu periélio leva o mesmo a uma distância de 11,003 UA em relação ao Sol e seu afélio a 685 UA.